# Zoologischer Garten Warschau
Der Warschauer Zoologische Garten (polnisch: Miejski Ogród Zoologiczny w Warszawie) liegt im Stadtteil Praga-Północ und wurde 1928 eröffnet. Er galt damals als größter Tierpark Europas. Die heute 40 Hektar große Anlage verfügt über rund 550 Tierarten mit etwa 3.500 Exemplaren. 600.000 Menschen besuchen den Zoo jährlich. Die Anlage steht seit 1990 gemeinsam mit dem angrenzenden Park Praski unter Denkmalschutz.

## Bebauung und Bestand
Der Tiergarten liegt im Raum zwischen der Weichsel-Uferstraße Wybrzeże Helskie, der Aleja Stefana Starzyńskiego, der Ulica Jagiellońska sowie der Ulica Ratuszowa. Eingänge befinden sich im Norden (Starzyńskiego) und im Süden (Ratuszowa, Haupteingang) des Areals.
Wesentliche Gebäude auf dem Gelände sind der Eingangsbereich an der Südseite, die Villa des Direktors, das Aquarium (beinhaltet einen 100.000 Liter-Salzwassertank, hier befindet sich der einzige Sandtigerhai Polens), ein Vogelgehege, das Elefantenhaus (6.000 Quadratmeter, Eröffnung 2003), ein Affenhaus (für Gorillas und Schimpansen, Eröffnung 2008), ein Gebäude für Reptilien und Wirbellose, das Giraffengehege sowie die Flusspferd-Anlage (Eröffnung 2010).
Die Tierarten teilten sich im Jahr 2011 wie folgt auf:
- Säugetiere – 67 Arten, 717 Exemplare
- Vögel  – 198 Arten, 951 Exemplare
- Reptilien – 86 Arten, 316 Exemplare
- Amphibien – 30 Arten, 354 Exemplare
- Fische – 83 Arten, 1062 Exemplare
- Wirbellose – 89 Arten, 166 Exemplare
- Labortiere – 2 Arten, 310 Exemplare

## Geschichte
Der Zoo wurde 1927 auf dem vormaligen Gelände des Aleksandryski-Parks nach einem Entwurf von Leon Danielewicz angelegt. Er wurde im März 1928 unter dem Direktor Wenanty Burdziński (Gründer und Direktor des Tiergartens in Kiew) eröffnet. Einige der Tiere wurden von dem Warschauer Privatzoo des Mieczysław Pągowski angekauft, andere stellte das Pädagogische Museum, das ebenfalls einen kleinen Zoo betrieb, zur Verfügung. Zur Eröffnung konnten bereits Löwen, Tiger und ein weiblicher indischer Elefant gezeigt werden. Von dieser Elefantenkuh („Kasia“) wurde 1937 erstmals ein Junges in einem polnischen Tierpark geboren (siehe Foto).

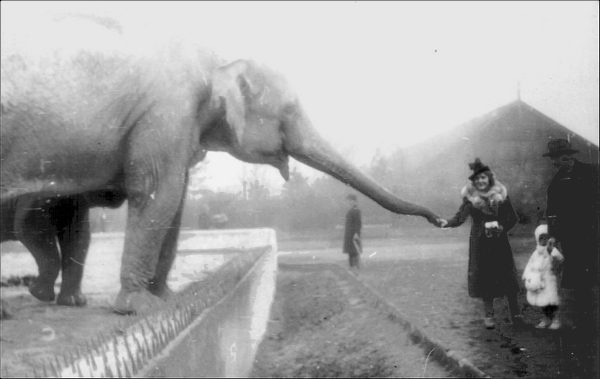
Besuch im Warschauer Zoo im Jahr 1938. Die Elefantenkuh „Kasia“ mit ihrem einjährigen Jungtier

In Warschau hatte es bereits seit dem 17. Jahrhundert private Tierparks gegeben, die teilweise der Öffentlichkeit zugänglich waren. So hielten sich auch die Könige Johann III. Sobieski (in der Schlossanlage Wilanów) und August der Starke (beim Sommerpalais Marmont) Tiergehege. Am 17. Juni 1884 hatte der Rechtsanwalt Jan Maurycy Kamiński einen Zoo in der Rechtsform einer Aktiengesellschaft gegründet. Trotz großer Popularität musste der Park jedoch sechs Jahre später liquidiert werden.
Ende 1928 wurde Jan Żabiński zum Zoodirektor ernannt. Unter seiner Leitung entstanden bis zum Kriegsausbruch 1939 Gebäude für Affen und Elefanten, Gehege für Antilopen und Giraffen und ein Becken für Seehunde. Während der Bombardierung beim Angriff auf Warschau erlitt der Zoo erhebliche Schäden, viele Tiere wurden getötet. Andere wurden in der Folgezeit ausquartiert (u. a. nach Deutschland) oder geschlachtet und verzehrt.
Żabiński, der eine Villa auf dem Zoogelände bewohnte, versteckte während der deutschen Besatzungszeit – zusammen mit seiner Frau Antonina – verfolgte Warschauer Juden in den zum großen Teil leerstehenden Tierunterkünften. So konnte das Paar hunderte Juden vor dem Holocaust retten, wofür sie später vom Staat Israel mit der Medaille der Gerechten unter den Völkern ausgezeichnet wurden. Żabiński, der während des Warschauer Aufstandes schwer verletzt worden war, baute den Tierpark nach dem Krieg wieder auf; 1949 konnte er wieder eröffnet werden. Er leitete ihn bis 1951.
Nach der politischen Wende 1989 ergab sich für den Park eine finanzielle Krisensituation. Private Sponsoren unterstützten damals den Erhalt. Auch heute noch finanzieren Firmen einzelne Tiere. Der Tiergarten ist Mitglied der EAZA, einer Organisation, deren Mitglieder sich zu artgerechter Tierhaltung verpflichtet haben. Die Panda Foundation betreibt ein Souvenirgeschäft im ältesten Gebäude der Anlage, der „Chata pod Strzechą“ aus dem Jahr 1928.

## Populärkultur
- Der Film Die Frau des Zoodirektors, welcher auf dem gleichnamigen Sachbuch der Autorin Diane Ackerman basiert, handelt vom damaligen Zoodirektor Jan Żabiński und seiner Frau Antonia, die während des Zweiten Weltkriegs 300 Juden vor dem Holocaust retteten.[12]